# Exarcado Apostólico do Canadá
O Exarcado Apostólico Siríaco Católico do Canadá (Exarchatus Apostolicus pro fidelibus ritus Antiocheni Syrorum in Canada) é um exarco pertencente a Igreja Católica Siríaca, com rito antioquino cobrindo todo o Canadá e sendo sujeita imediatamente a Santa Sé. Sua cede está situada na cidade de Laval na província de Quebec. Foi fundada em 2016 pelo Papa Francisco. Com uma população católica de 5.790 habitantes, possui 3 paróquias com dados de 2018. 

## História
Em 7 de janeiro de 2016 o Papa Francisco cria o Exarcado Apostólico do Canadá através da Eparquia de Our Lady of Deliverance of Newark dos Estados Unidos. Desde sua função pertence a Igreja Católica Siríaca com rito antioquino.

## Lista de eparcas
A seguir uma lista de exarcos desde a criação do exarco em 2016.
|                             | Nome                        | Período                     | Notas                       |
| Exarco apostólico do Canadá | Exarco apostólico do Canadá | Exarco apostólico do Canadá | Exarco apostólico do Canadá |
| --------------------------- | --------------------------- | --------------------------- | --------------------------- |
| 1º                          | Antoine Nassif              | 2016 - atual                |                             |